# Zygaspis ferox
Zygaspis ferox är en ödleart som beskrevs av de brittiska herpetologerna Donald George Broadley och Sheila Broadley 1997. Zygaspis ferox ingår i släktet Zygaspis, och familjen Amphisbaenidae. Inga underarter finns listade.

## Utbredning
Zygaspis ferox förekommer endemiskt i Zimbabwe, där den är känd från två lokaler längst norrut på huvudön.